# Wiktor Dawidienko
Wiktor Aleksandrowicz Dawidienko (ros. Виктор Александрович Давиденко, ur. 13 lutego?/26 lutego 1914 w Daniłowce w Obwodzie Wojska Dońskiego, zm. 15 lutego 1983 w Moskwie) – radziecki fizyk atomowy.

## Życiorys
W 1927 skończył 7-letnią szkołę i został uczniem tokarza w warsztacie remontu traktorów w sowchozie, w 1930 został tokarzem zakładów im. Kułakowa w Leningradzie, jednocześnie uczył się na wieczorowym rabfaku (fakultecie robotniczym) przy Instytucie Hydrotechnicznym. W 1932 rozpoczął studia w Leningradzkim Instytucie Industrialnym, które w 1937 ukończył z wyróżnieniem, po czym został pracownikiem naukowym Instytutu Fizyczno-Technicznego w Leningradzie, a w 1940 inżynierem w zakładach Ludowego Komisariatu Przemysłu Lotniczego ZSRR. W 1943 został skierowany do pracy w laboratorium Akademii Nauk ZSRR (późniejszy Instytut Fizyczny im. Kurczatowa), a w 1948 do Biura Konstruktorskiego-11 w mieście Arzamas-16 (obecnie Sarow), gdzie był pracownikiem naukowym, potem szefem działu, szefem sektora i zastępcą kierownika naukowego. Pracował nad pierwszą radziecką bombą neutronową, a także pierwszą radziecką bombą wodorową, którą wypróbowano w 1953. Jednocześnie od 1950 do 1955 kierował grupą laboratorium hydrotechnicznego Akademii Nauk ZSRR (obecnie Zjednoczony Instytut Badań Jądrowych w Dubnej). Napisał wiele prac naukowych. Od 1953 był kandydatem nauk fizyczno-matematycznych, od 1954 doktorem, a od 1956 profesorem. Został pochowany na Cmentarzu Kuncewskim. Jego imieniem nazwano ulicę w Sarowie.

## Nagrody i odznaczenia
- Medal Sierp i Młot Bohatera Pracy Socjalistycznej (4 stycznia 1954)
- Order Lenina (trzykrotnie, 4 stycznia 1954, 11 września 1956 i 7 marca 1962)
- Nagroda Leninowska (1959)
- Nagroda Stalinowska (dwukrotnie, 1949 i 1953)
- Order Czerwonego Sztandaru Pracy (29 października 1949)
- Medal „Za pracowniczą wybitność” (24 grudnia 1953)